# Rivière Métabetchouane Est
Pour les articles homonymes, voir Métabetchouane.
La rivière Métabetchouane Est est un affluent de la rive nord-est de la rivière Métabetchouane, coulant dans la réserve faunique des Laurentides, dans le territoire non organisé de Lac-Jacques-Cartier, dans la municipalité régionale de comté (MRC) de La Côte-de-Beaupré, dans la région administrative de la Capitale-Nationale, dans la province de Québec, au Canada.
La foresterie constitue la principale activité économique de cette vallée ; les activités récréotouristiques, en second.
La surface de la rivière Métabetchoune (sauf les zones de rapides) est habituellement gelée de la fin novembre au début avril, toutefois la circulation sécuritaire sur la glace se fait généralement de la mi-décembre à la fin mars.

## Géographie
Les principaux bassins versants voisins de la rivière Métabetchouane Est sont :
- côté nord : rivière Métabetchouane, rivière aux Écorces du Milieu ;
- côté est : rivière Cavée, rivière Launière ;
- côté sud : ruisseau Liane, rivière de la Place, rivière Métabetchouane, rivière Jacques-Cartier ;
- côté ouest : rivière Métabetchouane, lac Brûlé (Mauricie)[2].

La rivière Métabetchouane Est prend sa source à l’embouchure du Lac de la Hauteur des Terres (longueur : 1,1 km ; altitude : 819 m). Enclavé entre des montagnes, ce lac est interrelié du côté nord par un petit ruisseau avec le « lac de la Hauteur » lequel s’avère le lac de tête de la rivière aux Écorces du Milieu. L’embouchure du Lac de la Hauteur des Terres est située à : 2,5 km au sud de la source de la source de la rivière aux Écorces du Milieu, à 2,9 km au nord-ouest du lac Chagnon, à 4,3 km au nord-est du lac Tentant et à 27,4 km a nord-est.
À partir de sa source, le cours de la rivière Métabetchouane Est descend sur 54 km, avec une dénivellation de 375 m, selon les segments suivants :
Cours supérieur de la rivière Métabetchouane Est (à partir de sa source) (segment de 18,4 km)
- 1,8 km vers le sud en traversant sur 0,7 km le lac Mousseau, puis le Lac Aramis, jusqu’à la décharge (venant du nord-ouest) des lacs Athos et Porthos ;
- 1,5 km vers le sud en formant un grand S, jusqu’à la décharge (venant de l’est) du lac Bourbier ;
- 2,4 km vers l’ouest en formant un crochet vers le sud et en serpentant, jusqu’à la décharge (venant du sud-ouest) des lacs Fretin, Tentant et le Petit lac Tentant ;
- 2,6 km vers le nord-est, jusqu'à la décharge (venant du nord-est) du lac Sigma ;
- 4,6 km vers l’ouest en recueillant la décharge (venant du sud) du lac des Margouilies, et bifurquant vers le nord-ouest jusqu’au ruisseau Gratia (venant du nord) ;
- 5,5 km vers le sud-est, puis vers le sud en recueillant la décharge (venant de l’est) des lacs Badaillac, Lime et Frêle, jusqu’à la rive nord du lac Missip ;

Cours intermédiaire de la rivière Métabetchouane Est (segment de 19,3 km)
- 6,5 km vers l’ouest en serpentant parfois et en recueillant la décharge (venant du sud-est) des lacs des Nourrains et du Bocage ;
- 2,6 km vers le sud-ouest, puis le nord-ouest, jusqu'au ruisseau Maria (venant du nord) ;
- 4,6 km vers le nord-ouest, jusqu'à un coude de rivière ;
- 5,6 km vers le sud-ouest, jusqu'à la décharge (venant du nord-ouest) des lacs Boisseau, Dunoyon et l’Étang Florissant ;

Cours inférieur de la rivière Métabetchouane Est (segment de 16,3 km)
- 3,9 km d’abord sur 1,8 km vers le sud-ouest dans une vallée encaissée jusqu’à un coude de rivière ; puis sur 2,1 km vers le sud-est, puis le sud-ouest, jusqu'au ruisseau Liane (venant du sud-est) ;
- 7,8 km vers le sud-ouest en formant un grand S, en traversant quelques séries de rapides puis en formant une boucle vers le sud-est, jusqu’à la décharge (venant du nord) du Lac du Raidillon ;
- 4,6 km vers le sud-ouest en formant des serpentins en fin de segment près d’une zone de marais, jusqu’à la confluence avec la rivière Métabetchouane (venant du sud-est)[2].

À partir de la confluence de la rivière Métabetchouane Est, le courant descend la rivière Métabetchouane vers le nord sur 131,5 km jusqu’à la rive sud du lac Saint-Jean ; de là, le courant traverse ce dernier sur 22,8 km vers le nord-est, puis emprunte le cours de la rivière Saguenay via la Petite Décharge sur 172,3 km jusqu’à Tadoussac où il conflue avec l’estuaire du Saint-Laurent.

## Toponymie
Le terme "Métabetchouane" est associé à deux rivières, à un lac, à une ville et à un site archéologique.
Le toponyme « Rivière Métabetchouane Est» a été officialisé le 5 décembre 1968 à la Banque des noms de lieux de la Commission de toponymie du Québec.